# Olduvai Gorge Museum
Olduvai Gorge Museum är ett museum i norra Tanzania, som fokuserar på Olduvai Gorge och dess rika fossil av förmänniskor. Museet grundades av Mary Leakey , och drivs nu av tanzaniska staten. 

## Galleri

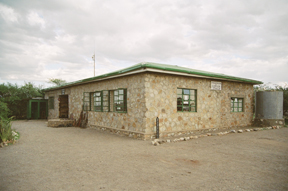
Gamla Olduvai Gorge Museum 2006
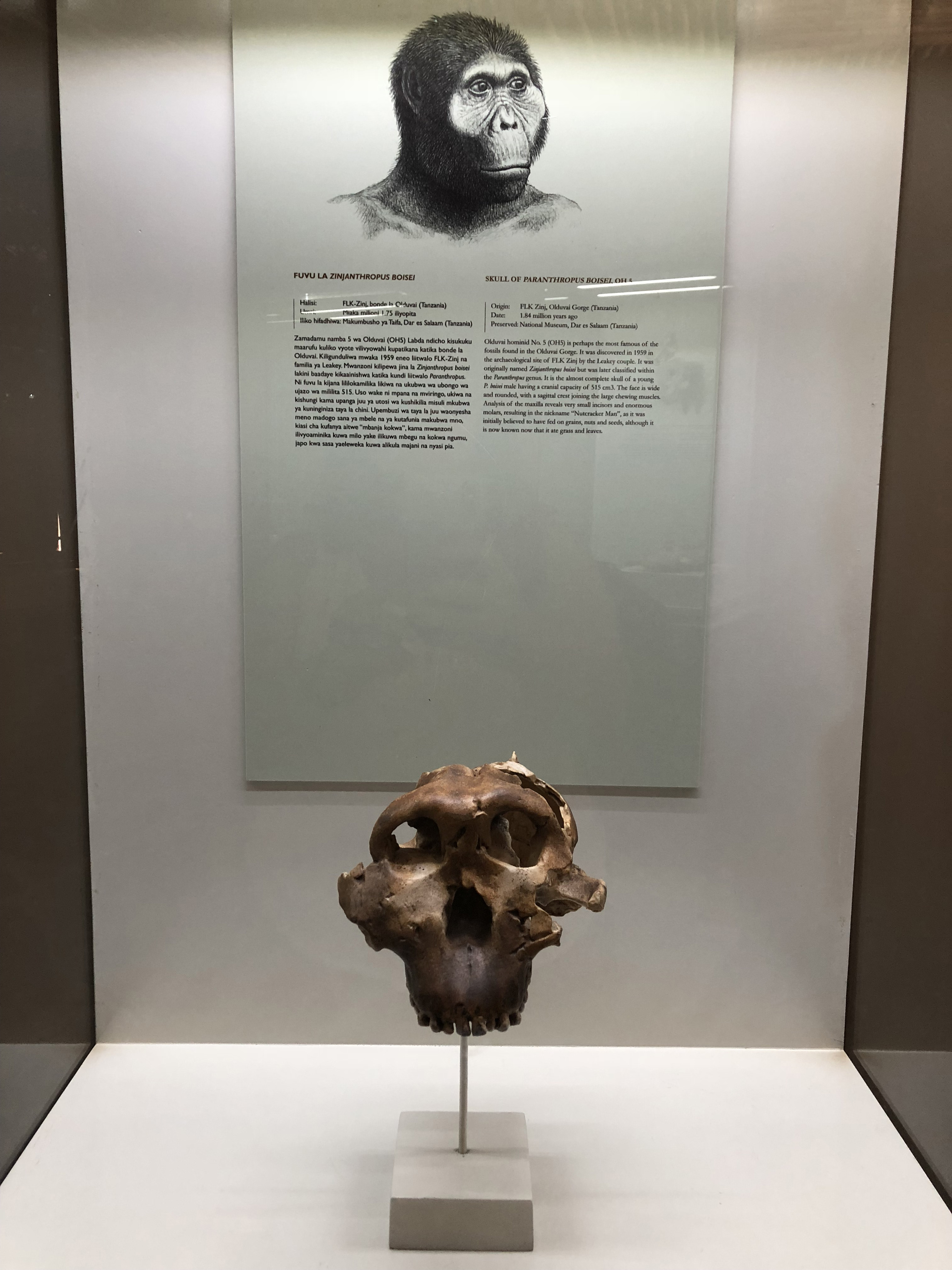
Avbildning av Zinjanthropus (Paranthropus boisei) -skalle upptäckt av Mary Leakey 1959
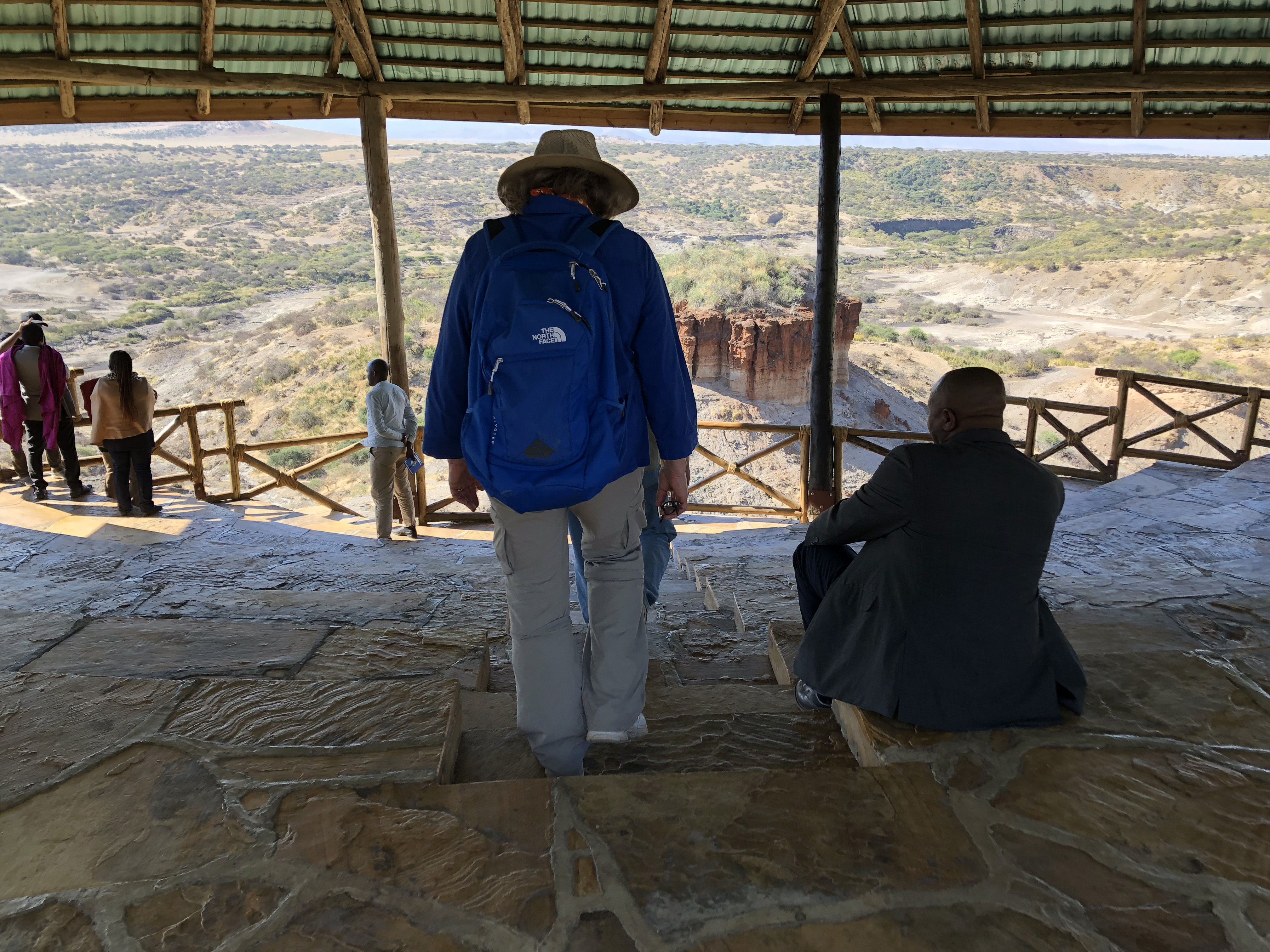
Besökare kan se ut över fyndområdet